# Guido Giunta
Guido Giunta fue un deportista italiano que compitió en natación. Ganó una medalla de bronce en el Campeonato Europeo de Natación de 1934 en la prueba de 4 × 200 m libre.

## Palmarés internacional
| Campeonato Europeo | Campeonato Europeo    | Campeonato Europeo | Campeonato Europeo |
| Año                | Lugar                 | Medalla            | Prueba             |
| ------------------ | --------------------- | ------------------ | ------------------ |
| 1934               | Magdeburgo (Alemania) | Medalla de bronce  | 4 × 200 m libre    |